# Wonderful Life (пісня Hurts)
Wonderful life — пісня британського дуету Hurts з дебютного альбому групи «Happiness». Реліз пісні відбувся 3 травня 2010 року в Данії. 22 серпня 2010 року у Великій Британії відбувся випуск диска з піснею. Композиція зайняла друге місце в хіт-параді в Німеччині, а в Бельгії, Швейцарії, Данії, Росії та Австрії міцно закріпилася в першій десятці і стала абсолютним хітом. Пісня звучала в телесеріалі «Щоденники вампіра».

## Історія написання
В інтерв'ю для Digital Spy вокаліст Тео Хатчкрафт розповів: «Пісня заснована на двох крайнощах: перша — людина, що бажає здійснити самогубство і друга — кохання з першого погляду. Герой стоїть на мосту і готовий стрибнути, але його зупиняє жінка. Вони закохуються один в одного з першого погляду … У пісні відображений невеликий уривок з життя, і ми не знаємо, чим він закінчиться.»

## Критика
Digital Spy поставив композиції на 5 з 5 балів. The Guardian писав, що «Wonderful Life» — «пронизлива майбутня класика». Чарт-блог BBC також поставив 5 з 5 і охарактеризував пісню як «гірко оптимістичну». Time Out Chicago дала «Wonderful Life» 4 бали з 5 і назвала її «бездоганно створеною, мелодраматичною поп-піснею». City Life поставив 3 бали з 5 і охарактеризував композицію як „продукт 1980х років „. Altsounds.com дав позитивну рецензію, написавши, що «це жодним чином не революційна пісня, але гарний зразок поп-музики.»

## Список композицій
| - Данія (digital download) 1. «Wonderful Life» — 4:14 - Велика Британія (CD сингл) 1. «Wonderful Life» — 4:16 2. «Affair» — 6:26 - Велика Британія (digital download) 1. «Wonderful Life» (Radio Edit) — 3:34 2. «Wonderful Life» (Mantronix Remix) — 5:11 3. «Wonderful Life» (Arthur Baker Remix) — 6:43 4. «Wonderful Life» (Freemasons Remix Radio Edit) — 3:23 5. «Wonderful Life» (Freemasons Extended Mix) — 8:28 - Велика Британія (7“ vinyl) 1. «Wonderful Life» — 4:16 2. «Wonderful Life» (Mantronix Remix) — 5:11 | - Велика Британія (12“ picture vinyl) 1. «Wonderful Life» (Arthur Baker Remix) — 6:43 2. «Wonderful Life» (Arthur Baker Remix Instrumental) - Німеччина (digital download) 1. «Wonderful Life» — 4:16 2. «Wonderful Life» (Arthur Baker Remix) — 6:43 3. «Wonderful Life» (Lexy Remix) — 7:22 4. «Wonderful Life» (Mantronix Remix) — 5:11 - Німеччина (CD сингл) 1. «Wonderful Life» — 4:14 2. «Wonderful Life» (Arthur Baker Remix) — 6:43 |